# Fuchsia gehrigeri
Fuchsia gehrigeri är en dunörtsväxtart som beskrevs av Philip Alexander Munz. Fuchsia gehrigeri ingår i släktet fuchsior, och familjen dunörtsväxter. Inga underarter finns listade i Catalogue of Life.